# Alfonso Di Guida
Alfonso Di Guida (Napoli, 1º maggio 1954) è un ex velocista italiano, specializzato nei 400 metri piani, è stato quattro volte campione nazionale e due volte primatista italiano con la staffetta 4x400 m.

## Biografia
Ha parrtecipato ai Giochi olimpici di Montréal 1976, riuscendo a passare due turni prima dell'eliminazione in semifinale .

## Palmarès
| Anno | Manifestazione  | Sede         | Evento            | Risultato    | Prestazione | Note  |
| ---- | --------------- | ------------ | ----------------- | ------------ | ----------- | ----- |
| 1974 | Europei         | Praga        | Staffetta 4x400 m | elim. batt.  | 3'08"05     |       |
| 1976 | Giochi olimpici | Montréal     | 400 m             | elim. semif. | 46"50       |       |
| 1978 | Europei indoor  | Milano       | 400 m             | elim. semif. | 47"86       | [ 2 ] |
| 1980 | Europei indoor  | Sindelfingen | 400 m             | elim. semif. | 47"97       | [ 3 ] |

## Altre competizioni internazionali
1981
- Oro in Coppa Europa ( Zagabria), staffetta 4x400 m - 3'01"42 [4]  (con Stefano Malinverni, Roberto Ribaud e Mauro Zuliani) [5]
- 5º posto in Coppa del mondo ( Roma), staffetta 4x400 m - 3'03"23 (con Stefano Malinverni, Roberto Tozzi e Mauro Zuliani) [6]

## Campionati nazionali
Di Guida in carriera si è laureato quattro vote campione nazionale assoluto, tre all'aperto e una indoor, sempre sui 400 metri piani
1974
- Oro ai Campionati nazionali italiani, 400 m - 47"35 [7]

1976
- Oro ai Campionati nazionali italiani indoor, 400 m - 47"79 [8]
- Oro ai Campionati nazionali italiani, 400 m - 46"2 [7]

1977
- Oro ai Campionati nazionali italiani, 400 m - 46"73 [7]